# Ришард Криницки
Рѝшард Кринѝцки (на полски: Ryszard Krynicki) е полски поет, преводач и издател. Принадлежи към кръга на поетите от Новата вълна (на полски: Nowa Fala).

## Биография
Ришард Криницки е роден на 28 юни 1943 г. в Санкт Фалентин, Австрия. Завършва II Общообразователна гимназия в Гожув Велкополски, след това следва Полска филология в университета „Адам Мицкевич“ в Познан.
Дебютира през 1964 г. в познанския клуб „Od nowa“, когато за пръв път публично представя своя творба. Първата му печатна творба („Wczasowstąpienie“) излиза на бял свят две години по-късно в списанието „Pomorze“. През 1968 г. публикува „Pęd pogoni, pęd ucieczki“, поместен и в издадения година по-късно първи официален том „Akt urodzenia“. Публикува също така в емиграционния седмичник „Wiadomości“.
През 70-те години е свързан с опозицията. Криницки е един от подписалите „Писмо на 59-имата“, което представлява протест срещу промените в Конституцията на Полската народна република. Поради това от 1976 г. до 1980 г. е забранен за издаване.
Участва в Комитета за защита на работниците, от 1977 г. до 1981 г. публикува в списанието „Zapis“. През 1980 г. участва в стачката в църквата „Св. Кшищов“ в Подкова Лешна, организирана в знак на съпричастност с хвърлените тогава в затвора Дариуш Кобздей и Мирослав Хойецки. Автор на текстове в опозиционни списания – „Solidarność Wielkopolski“, „Obserwator Wielkopolski“ и „Bez debitu“. Публикува също така в „Zeszyty Literackie“.
От 1988 г. е един от основателите на Издателство „а5“ в Познан, издаващо предимно поетични книги. От 1991 г. ръководи издателството (преместено в Краков) заедно със съпругата си Кристина Криницка.
Автор на песента „Świat w obłokach“, изпълнявана от Марек Грехута и Гжегож Турнау.
През 2015 г. става член на Polska Akademia Umiejętności.

## Отличия
Лауреат на наградата на Фондация „Кошчелски“ и награда на Полския ПЕН Клуб. През 2008 г. получава наградата „Камък“, която се връчва по време на Люблинския фестивал „Град на поезията“, а през 2015 г. става лауреат на Международната литературна награда „Збигнев Херберт“. Номиниран е за Литературната награда Гдиня през 2014 г. в категорията за превод на полски език на книгата на Паул Целан „Псалм и други стихотворения“.
През 2005 г. е удостоен от министъра на културата Валдемар Домбровски със Сребърен медал „Заслужил за културата Gloria Artis“.

## Избрани творби
- Акт за раждане (Akt urodzenia), 1969
- Колективен организъм (Organizm zbiorowy), 1975
- Животът ни расте (Nasze życie rośnie), 1978
- Немного повече (Niewiele więcej), 1981
- Стиховете, гласовете (Wiersze, głosy), 1985
- Какво от това (Nie szkodzi), 2002
- Избрани стихове (Wiersze wybrane), 2009
- Зачертано начало (Przekreślony początek) 2013

|  | Тази страница частично или изцяло представлява превод на страницата Ryszard Krynicki в Уикипедия на полски. Оригиналният текст, както и този превод, са защитени от Лиценза „Криейтив Комънс – Признание – Споделяне на споделеното“, а за съдържание, създадено преди юни 2009 година – от Лиценза за свободна документация на ГНУ. Прегледайте историята на редакциите на оригиналната страница, както и на преводната страница, за да видите списъка на съавторите. ВАЖНО: Този шаблон се отнася единствено до авторските права върху съдържанието на статията. Добавянето му не отменя изискването да се посочват конкретни източници на твърденията, които да бъдат благонадеждни. |